# Scarus fuscocaudalis
Scarus fuscocaudalis es una especie de peces de la familia Scaridae en el orden de los Perciformes.

## Morfología
Los machos pueden llegar alcanzar los 25 cm de longitud total.

## Distribución geográfica
Se encuentran en las islas Ryukyu, las Filipinas y Guam.